# ژولین اپایار
ژولین اپایار (فرانسوی: Julien Epaillard‎؛ زادهٔ ۲۴ ژوئیهٔ ۱۹۷۷) سوارکار اهل فرانسه است.
وی در مسابقات کشوری و بین‌المللی در مجموع برندهٔ ۱ مدال طلا، ۵ مدال نقره، ۲ مدال برنز شده است.